# Боргето (Витербо)
Боргето је насеље у Италији у округу Витербо, региону Лацио.
Према процени из 2011. у насељу је живело 217 становника. Насеље се налази на надморској висини од 42 м.